# Equus quagga
Equus quagga, anterior denumit Equus burchellii, este cea mai răspândită specie de zebră. Ea poate fi întâlnită din sudul Etiopiei până în Botswana și Africa de Sud.

## Subspecii
Sunt cunoscute următoarele subspecii:
- Equus quagga quagga Boddaert, 1785 (†)
- Equus quagga burchelli Gray, 1824
- Equus quagga boehmi Matschie, 1892
- Equus quagga chapmani Layard, 1865
- Equus quagga borensis Lönnberg, 1921
- Equus quagga crawshayi De Winton, 1896